# 나루토 해협

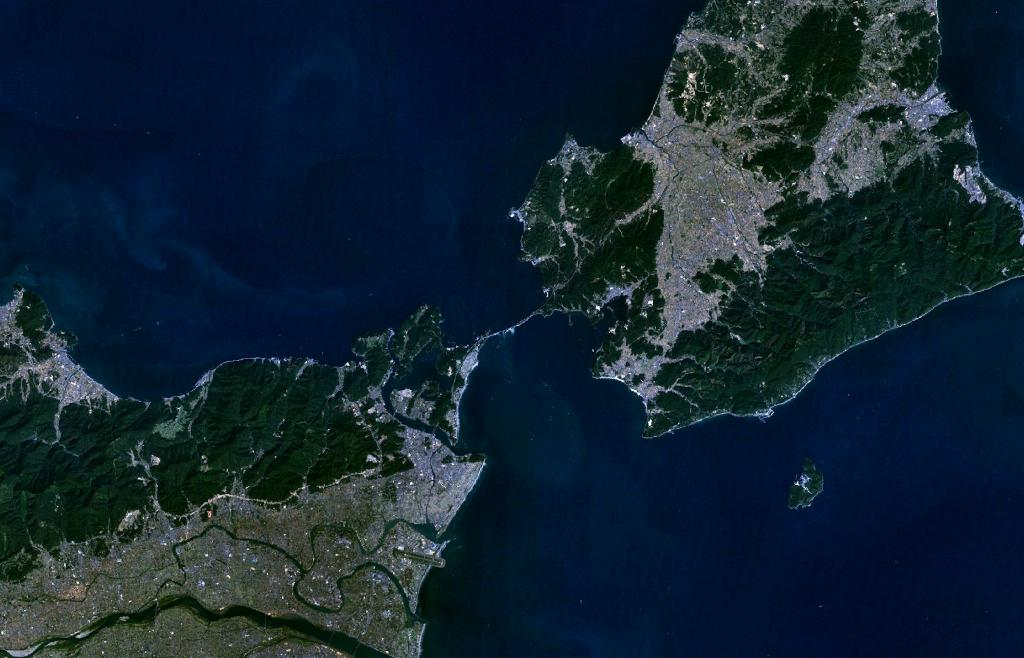
나루토 해협

나루토 해협(일본어: 鳴門海峡)은 아와지섬과 시코쿠 사이의 해협이다. 세토 내해와 기이 수도를 연결한다. 오나루토 교가 해협의 양쪽을 잇고 있다.